# Iminium

Obecný strukturní vzorec iminiového kationtu

Iminium je označení kationtu a funkční skupiny s obecným strukturním vzorcem [R1R2C=NR3R4]+. Objevují se při řadě reakcí v syntetické chemii a biochemii.

## Struktura

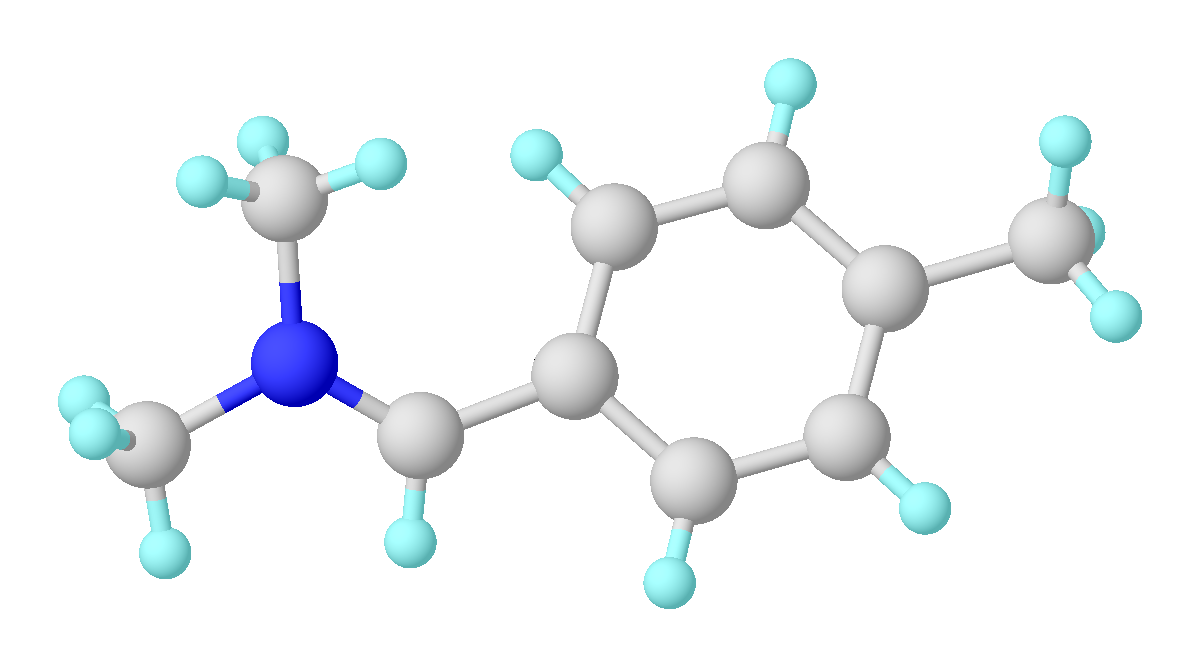
Struktura kationtu u soli [Me_{2}N=C(H)tolyl]^{+}OTf^{−}, znázorňující téměř rovinný
tvar iminiové funkční skupiny

Iminiové kationty mají geometrie podobné alkenům. Centrální vazba C=N se nachází téměř ve stejné rovině jako všechny čtyři substituenty. Délky vazeb C=N jsou okolo 129 pm, tedy kratší než u jednoduchých vazeb C-N. Iminiové ionty vykazují cis-trans izomerii.

## Příprava
Iminiové kationty lze získat protonací nebo alkylací iminů:
RN=CR'2 + H+ → [RNH=CR'2]+
RN=CR'2 + R"+ → [RR"N=CR'2]+
Rovněž vznikají kondenzací sekundárních aminů s ketony či aldehydy:
O=CR'2 + R2NH + H+ → [R2N=CR'2]+ + H2O
Tato reakce je zvratná a je součástí „iminiové katalýzy“.
Jsou známy i jiné postupy, například otevírání cyklu pyridinu.

## Výskyt

"Eschenmoserova sůl", jedna z iminiových solí.

Iminiové sloučeniny jsou v biochemii běžné, příkladem může být reakce pyridoxalfosfátu s aminokyselinami. Mnoho různých iminiových solí je součástí různých organických reakcí.

## Reakce
Iminiové soli mohou být hydrolyzovány na příslušný keton či aldehyd:
[RR"N=CR'2]+ + H2O → [RR"NH2]+ + O=CR'2
Iminiové ionty je možné, například pomocí kyanoborohydridu sodného, zredukovat na aminy. Objevují se jako meziprodukty při reduktivních aminacích ketonů a aldehydů.

### Příklady reakcí, při kterých se vytvářejí iminiové ionty
- Aza-Copeův přesmyk
- Beckmannův přesmyk
- Duffova reakce
- Mannichova reakce
- Pictetova-Spenglerova reakce
- Stephenova syntéza aldehydů
- Storkova alkylace enaminů
- Vilsmeierova-Haackpva reakce
- Vilsmeierův přesmyk

## Iminyliové ionty
Iminyliové ionty mají obecný strukturní vzorec R2C=N+. Patří mezi nitreniové ionty.